# Eclipse Automobile Company
Eclipse Automobile Company war ein US-amerikanischer Hersteller von Automobilen.

## Unternehmensgeschichte
Das Unternehmen wurde 1900 in Massachusetts gegründet. Der Sitz befand sich in Boston und das Werk in Easton. Konstrukteur war Everett S. Cameron. Die Produktion von Automobilen begann, die als Eclipse vermarktet wurden. Im Januar 1901 wurden drei Fahrzeuge auf einer Automobilausstellung in Boston präsentiert. Daraufhin folgten sieben Bestellungen, darunter eine vom United States Postal Service. 1903 endete die Produktion.
Cameron hatte bereits 1901 das Unternehmen verlassen und danach die Taunton Automobile Company und später Cameron gegründet.
Es gab keine Verbindungen zu den anderen Herstellern von Autos der Marke Eclipse: Eclipse Machine Company (Ohio), Eclipse Machine Division, Krueger Manufacturing Company, Eclipse Machine Company (Michigan) und Eclipse Motor Car Company.

## Fahrzeuge
Im Angebot standen Dampfwagen. Der Dampfmotor hatte drei Zylinder. Er trieb über eine Kardanwelle die Hinterachse an. Das Fahrgestell hatte 157 cm Radstand. Der offene Runabout bot Platz für zwei Personen. Gelenkt wurde mit einem Lenkhebel.